# Indiase filmmuziek
Indiase filmmuziek of filmi is muziek die is geschreven en wordt uitgevoerd voor Bollywoodfilms. De liedjes worden uitgevoerd door zogenaamde playbackzangers en vertegenwoordigen een groot deel van de muziekverkoop in India (volgens een artikel uit 2009 72%).

## Oorsprong
In de beginjaren was de Indiase filmmuziek ook daadwerkelijk overwegend Indiaas van karakter. In latere jaren werden de westerse invloeden steeds groter. Heden ten dage is de muziek een mengeling van traditionele en westerse elementen.

## Playbackzangers
Playback of playbacken is een showtechniek. De acteur is in deze films bijna nooit de zanger van het nummer, die blijft buiten beeld. De liedjes zijn vaak de rode draad door de film heen en bepalen dan ook vaak het succes van de film.
Kundan Lal Saigal (1904-1947) was een van de eerste playbackzangers uit de Indiase muziekindustrie. Noemenswaardige playbackzangers zijn bijvoorbeeld Lata Mangeshkar en Mohammed Rafi.